# Вэдастра (культура)
Культура Вэдастра — археологическая культура эпохи среднего неолита на юго-востоке Олтении (Румыния) и на прилегающих территориях Подунавья (крайний север Болгарии).

## Название и характеристика
Названа по эпонимному г. Вэдастра. Состояла из 4 стадий.

## Поселения
Носители культуры жили в открытых поселениях в непосредственной близости у воды или на возвышениях, но в непосредственной близости водных источников. Иногда поселения располагались в пещерах (пример — Горна-Монастир на севере Болгарии).
Типичные жилища раннего периода — землянки овального или почти прямоугольного сечения, в средний и поздний период жилища располагались на поверхности.

## Орудия
Кремнёвые орудия не продолжают традицию микролитов. Полированные каменные и костяные орудия относительно редки. Характерными орудиями данной культуры являются топорики — маленького размера, с плоско-выпуклым сечением.

## Керамика
Посуда различалась по форме и украшениям. Обжиг керамики производился в ямах. Керамика — в основном чёрно-серая, с орнаментом в виде насечки, с заполнением красной и белой пастой. Основные виды орнамента: меандры, треугольники, параллельные полуокружности и др.
Характерными для данной культуры являются статуэтки — женские фигуры (мужские встречаются редко) и изображения птиц (гусей).

## Образ жизни
Носители культуры занимались земледелием и скотоводством, особенно крупного рогатого скота.

## Взаимодействие
Культура Вэдастра сформировалась на окраине и под влиянием культуры Винча-Турдаш, испытав при этом влияние носителей восточной линейно-ленточной керамики и культур Адриатики, что видно по характерным узорам орнамента. Южное влияние (культура Винча) наблюдается в керамической пластике (статуэтки). Со временем в материальной культуре наблюдается всё более сильное влияние культуры Боян.
На более поздних стадиях развития характерна керамика с насечками и инкрустацией, в основном с заполнением белой, реже красной пастой. В орнаменте часто встречается спиральный мотив, что с большой вероятностью указывает на сохранение в течение длительного времени традиций линейно-ленточной керамики.
Под конец своего существования культура Вэдастра распространилась на левый берег реки Олт, что видно по недавним открытиям в Слатине и окрестностях. Носители культуры Вэдастра находились в прямом контакте с культурой Боян, и на поздних этапах существования последней происходит смешение традиций.

### На румынском языке
- https://web.archive.org/web/20150923211249/http://www.crispedia.ro/Cultura_Vadastra
- http://culturavadastra.blogspot.ca/
- http://www.monumenteoltenia.ro/labirint-expozitional-despre-cultura-vadastra-la-craiova/
- http://hiperboreea-nemuritoare.blogspot.ca/2012/12/cultura-vadastra.html